# Макарова, Татьяна Ивановна
Татья́на Ива́новна Мака́рова (14 мая 1930, Москва — 6 октября 2009, Москва) — доктор исторических наук, советский и российский археолог, историк культуры.

## Биография
Татьяна Ивановна Макарова родилась 14 мая 1930 года в Москве. Отец — ученый-историк И. С. Макаров, мать — искусствовед Вера Александровна Сидорова (1898—1986).
Окончила исторический факультет МГУ в 1954 г., ученица Б. А. Рыбакова. С 1952 года принимала участие в археологических экспедициях.
По окончании Университета работала в Специальной республиканской научно-реставрационной мастерской Управления по делам архитектуры. С 1955 по 2007 годы — сотрудник Института археологии, где прошла путь от лаборанта до ведущего научного сотрудника. Руководила раскопками в Высоко-Петровском монастыре Москвы. Участвовала и руководила раскопками в г. Керчи в сезонах 1963—1964, 1970—1971, 1976, 1980 годов, принимала участие в археологических экспедициях на территории Крыма, Тамани, Украины, Венгрии.
В 1966 г. Макарова защитила кандидатскую диссертацию на тему «Поливная керамика Древней Руси»; в 1988 г. — докторскую диссертацию «Эмальерное и черневое дело Древней Руси».
Скончалась 6 октября 2009 года в Москве. Похоронена на Введенском кладбище.

## Научные достижения
Т. И. Макарова изучала культуру и художественное ремесло Древней и Московской Руси, стала одним из родоначальников междисциплинарного подхода в этой области. Разработала хронологию и выделила технологические школы для украшений, выполненных в техниках эмали и черни, из древнерусских кладов, создала их классификацию по фондам, каталоги. Показала сохранение древнерусского наследия в ювелирном деле Московской Руси. Создала труды по поливной керамике, русской орнаментике, средневековых памятниках Керчи, художественных изделиях раннесредневековых кочевников.